# Königlich marokkanisches Heer
Das Königlich marokkanische Heer (arabisch القوات البرية الملكية المغربية, DMG al-Quwwāt al-Barriyya al-Malakiyya al-Maġribiyya) ist die Landstreitkraft von Marokko. Das Heer gehört zu den Königlich marokkanischen Streitkräften.

## Organisation
Das 173.500 Soldaten starke Heer ist in die südliche und in die nördliche Zone eingeteilt. Das Heer gliedert sich in eine Panzerbrigade, elf Panzerbataillone, drei Brigaden Mechanisierte Infanterie, acht Regimenter leichte Mechanisierte Infanterie, drei Bataillone motorisierte Infanterie, fünfunddreißig Infanteriebataillone, vier Kommandoeinheiten, zwei Brigaden Fallschirmjäger, zwei Luftlandebataillone, eine Gebirgstruppe, elf Artilleriebataillone, sieben Pionierbataillone und ein Flugabwehrbataillon.

## Ausrüstung

### Fahrzeuge

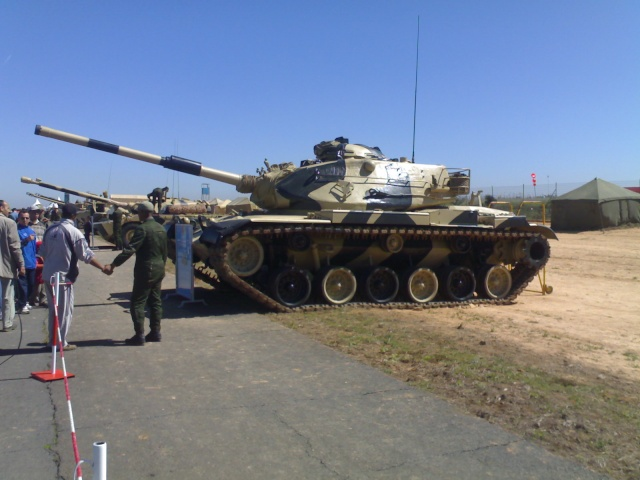
M60 im Dienst von Marokko

| Typ                    | Herkunft             | Version      | Anzahl      | Anmerkungen                            |
| Kampfpanzer            | Kampfpanzer          | Kampfpanzer  | Kampfpanzer | Kampfpanzer                            |
| ---------------------- | -------------------- | ------------ | ----------- | -------------------------------------- |
| M1 Abrams              | Vereinigte Staaten   | M1A1 SA      | 222         |                                        |
| M48 Patton             | Vereinigte Staaten   | M48A3        |             | ca. 200 Panzer eingelagert             |
| M60                    | Vereinigte Staaten   | M60A1M60A3   | 220120      |                                        |
| T-72                   | Sowjetunion          | T-72B        | 40          | ungefähr weitere 60 Panzer eingelagert |
| Al-Khalid              | Pakistan             |              | 54          |                                        |
| Leichter Panzer        |                      |              |             |                                        |
| AMX-13                 | Frankreich           |              | 5           |                                        |
| Kürassier              | Österreich           |              | 111         |                                        |
| Spähpanzer             |                      |              |             |                                        |
| AMX-10RC               | Frankreich           |              |             |                                        |
| Panhard AML            | Frankreich Südafrika | 60-790Eland  | 3819016     |                                        |
| Panhard EBR            | Frankreich           |              | 40          |                                        |
| Schützenpanzer         |                      |              |             |                                        |
| AMX-10P                | Frankreich           |              | 10          |                                        |
| Ratel                  | Südafrika            | Mk3-20Mk3-90 | 30          |                                        |
| VAB                    | Frankreich           | VCI          | 45          |                                        |
| AIFV                   | Vereinigte Staaten   |              | 123         |                                        |
| Mannschaftstransporter |                      |              |             |                                        |
| M113                   | Vereinigte Staaten   | A1/A2A3M577  | 40041986    |                                        |
| VAB                    | Frankreich           | VTT          | 320         |                                        |
| Bergepanzer            |                      |              |             |                                        |
| Greif                  | Österreich           |              | 10          |                                        |
| Bergepanzer 1          | Vereinigte Staaten   | A1           | 55          |                                        |
| Bergepanzer M578       | Vereinigte Staaten   |              |             |                                        |
| VAB                    | Frankreich           | ECH          | 20          |                                        |

### Artillerie

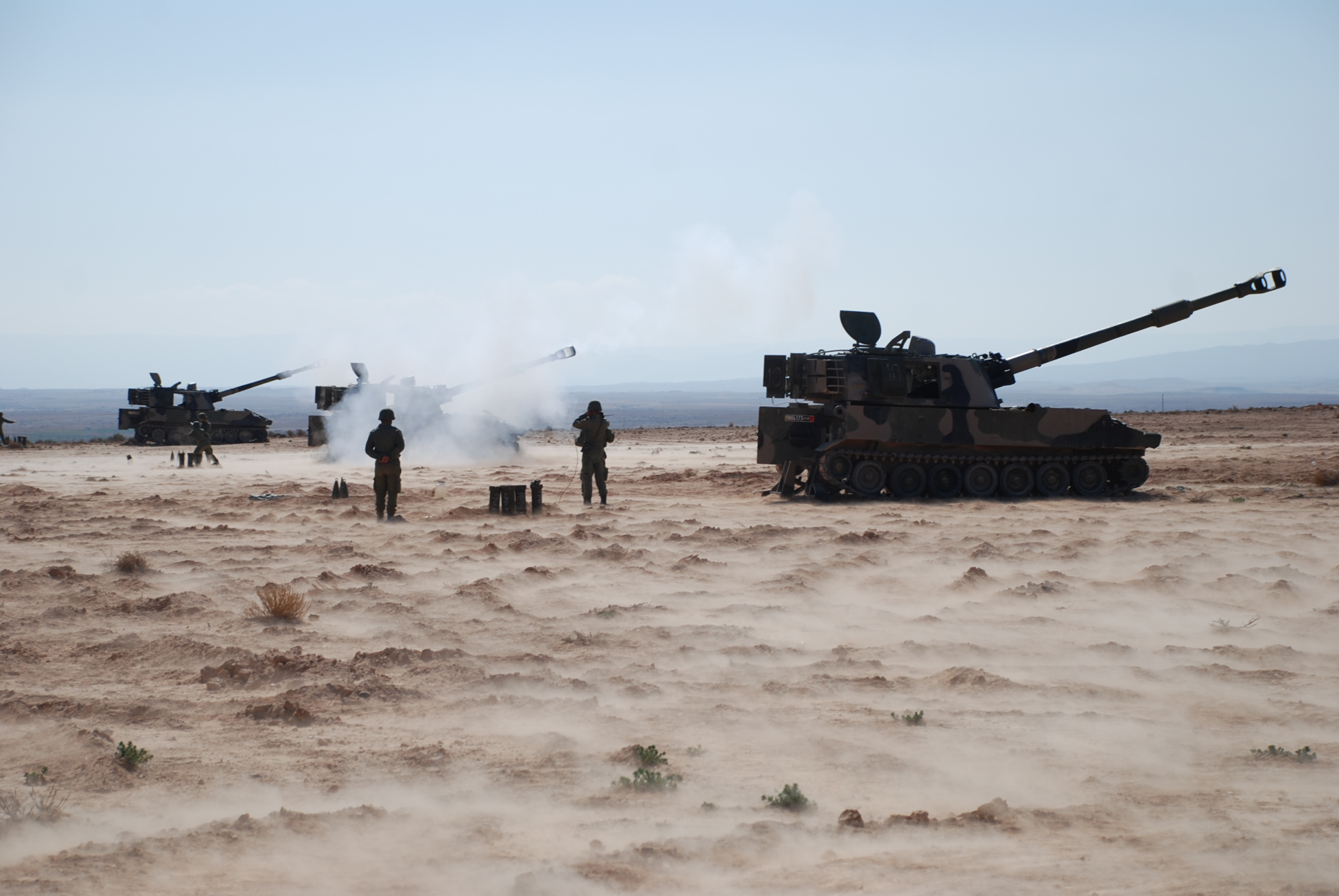
Marokkanische M109A5 Panzerhaubitzen

| Typ                                     | Herkunft                                   | Kaliber                                 | Version                                 | Anzahl                                  | Anmerkungen                             |
| Selbstfahrlafetten und Panzerartillerie | Selbstfahrlafetten und Panzerartillerie    | Selbstfahrlafetten und Panzerartillerie | Selbstfahrlafetten und Panzerartillerie | Selbstfahrlafetten und Panzerartillerie | Selbstfahrlafetten und Panzerartillerie |
| --------------------------------------- | ------------------------------------------ | --------------------------------------- | --------------------------------------- | --------------------------------------- | --------------------------------------- |
| AMX Mk 61                               | Frankreich                                 | 105 mm                                  |                                         | 5                                       |                                         |
| M109                                    | Vereinigte Staaten                         | 155 mm                                  | A1/A1B A2 A3 A4 A5                      | 84 43 4 1 70                            |                                         |
| Mk F3                                   | Frankreich                                 | 155 mm                                  |                                         | 90                                      |                                         |
| M110                                    | Vereinigte Staaten                         | 203 mm                                  |                                         | 60                                      |                                         |
| Haubitzen und Kanonen                   |                                            |                                         |                                         |                                         |                                         |
| L118                                    | Vereinigtes Königreich                     | 105 mm                                  |                                         | 30                                      |                                         |
| M101                                    | Vereinigte Staaten                         | 105 mm                                  |                                         | 20                                      |                                         |
| M-46                                    | Sowjetunion                                | 130 mm                                  |                                         | 18                                      |                                         |
| FH155-1                                 | Deutschland Italien Vereinigtes Königreich | 155 mm                                  |                                         | 30                                      |                                         |
| M114                                    | Vereinigte Staaten                         | 155 mm                                  |                                         | 20                                      |                                         |
| Raketenwerfer                           |                                            |                                         |                                         |                                         |                                         |
| BM-21 Grad                              | Sowjetunion                                | 122 mm                                  |                                         | 35                                      |                                         |
| PHL03                                   | Volksrepublik China                        | 300 mm                                  |                                         | 12+                                     |                                         |
| Mörser und Panzermörser                 |                                            |                                         |                                         |                                         |                                         |
| Expal LN                                | Spanien                                    | 81 mm                                   |                                         | 1100                                    |                                         |
| M106                                    | Vereinigte Staaten                         | 107 mm                                  | A2 M1064A3                              | ? 91                                    |                                         |
| Thomson-Brandt                          | Frankreich                                 | 120 mm                                  |                                         | 550                                     |                                         |
| VAB                                     | Frankreich                                 | 120 mm                                  | APC                                     |                                         | Auf dem Fahrzeug montiert               |

### Panzerabwehrwaffen
| Typ           | Herkunft               | Funktion                | Version | Anzahl |
| ------------- | ---------------------- | ----------------------- | ------- | ------ |
| M56 Scorpion  | Vereinigte Staaten     | Panzerabwehrfahrzeug    |         | 28     |
| M901          | Vereinigte Staaten     | Panzerabwehrfahrzeug    |         | 80     |
| SU-100        | Sowjetunion            | Panzerabwehrfahrzeug    |         | 8      |
| 9K11 Maljutka | Sowjetunion            | Panzerabwehrlenkwaffe   |         |        |
| HJ-8          | Volksrepublik China    | Panzerabwehrlenkwaffe   | L       |        |
| M47 Dragon    | Vereinigte Staaten     | Panzerabwehrlenkwaffe   |         |        |
| MILAN         | Frankreich Deutschland | Panzerabwehrlenkwaffe   |         |        |
| BGM-71 TOW    | Vereinigte Staaten     | Panzerabwehrlenkwaffe   |         |        |
| M40           | Vereinigte Staaten     | Rückstoßfreies Geschütz | A1      | 350    |

### Flugabwehrwaffen

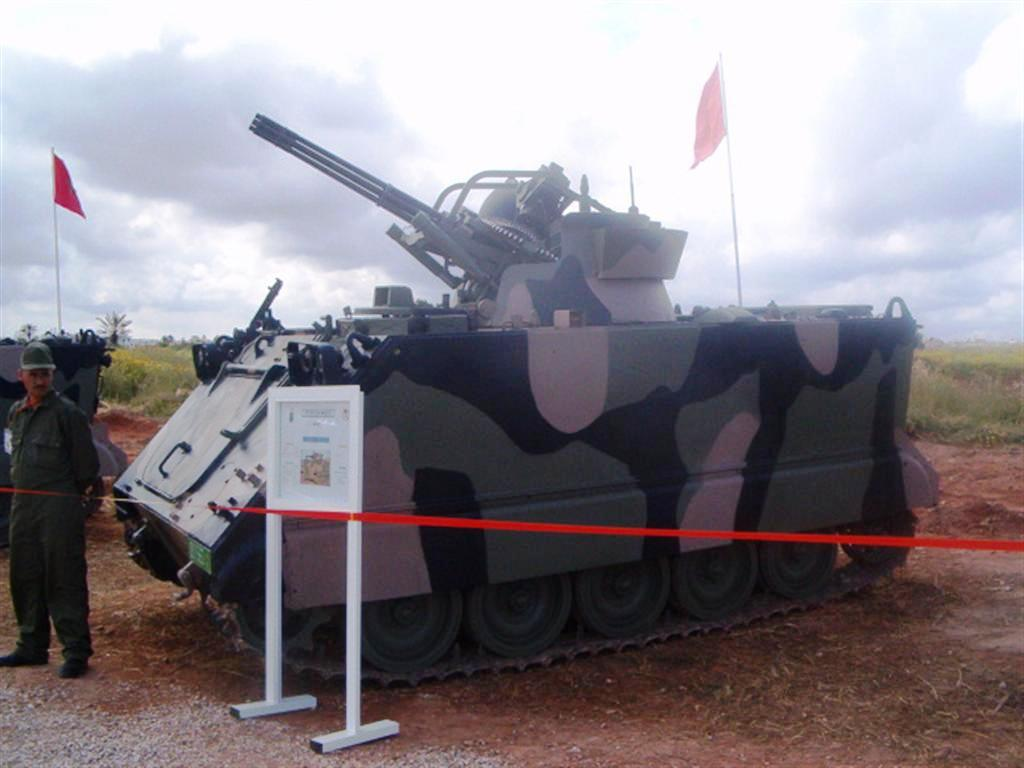
Marokkanischer Flugabwehrpanzer M163 Vulcan

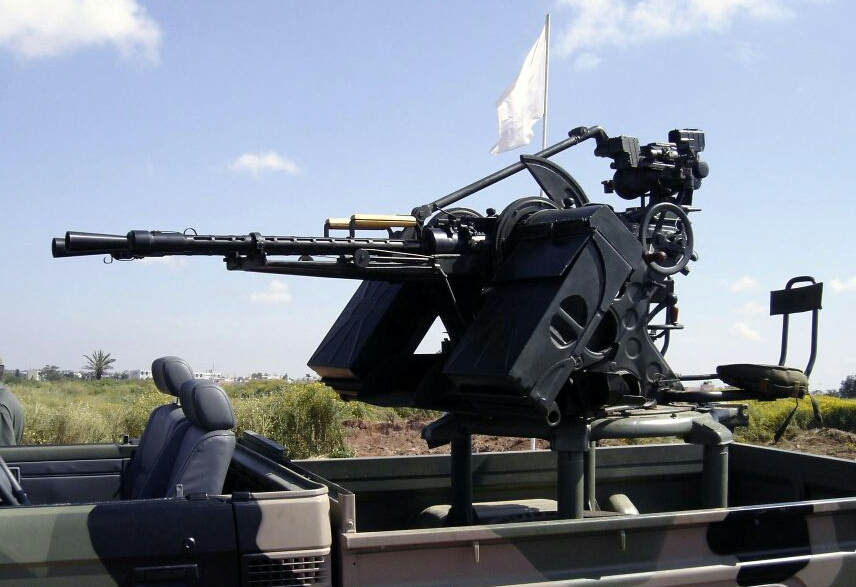
ZPU-2 des marokkanischen Heeres

| Typ              | Herkunft            | Funktion                         | Version   | Anzahl  | Anmerkungen |
| ---------------- | ------------------- | -------------------------------- | --------- | ------- | ----------- |
| Tianlong-50      | Volksrepublik China | Flugabwehrsystem                 |           | 18      |             |
| DK-9             | Volksrepublik China | Flugabwehrsystem                 |           |         |             |
| MIM-104 Patriot  | Vereinigte Staaten  | Flugabwehrsystem                 | PAC-3 MSE |         | Bestellt    |
| MIM-72 Chaparral | Vereinigte Staaten  | Flugabwehrsystem                 |           | 37      |             |
| 2K22 Tunguska    | Sowjetunion         | Flugabwehrpanzer                 | M         | 12      |             |
| M163 Vulcan      | Vereinigte Staaten  | Flugabwehrpanzer Maschinengewehr | M163 M167 | 60 40   |             |
| 9K38 Igla        | Sowjetunion         | MANPADS                          |           |         |             |
| ZPU-2            | Sowjetunion         | Maschinengewehr                  |           | 150–180 |             |
| ZPU-4            | Sowjetunion         | Maschinengewehr                  |           | 20      |             |
| SU-23            | Sowjetunion         | Flugabwehrkanone                 |           | 75–90   |             |
| PG-99            | Volksrepublik China | Flugabwehrkanone                 |           |         |             |

## Ränge
| Dienstgradgruppe   | Generale        | Generale                    | Generale            | Generale           | Stabsoffiziere  | Stabsoffiziere | Stabsoffiziere     | Stabsoffiziere | Hauptleute / Leutnante | Hauptleute / Leutnante | Hauptleute / Leutnante | Offizieranwärter |
| ------------------ | --------------- | --------------------------- | ------------------- | ------------------ | --------------- | -------------- | ------------------ | -------------- | ---------------------- | ---------------------- | ---------------------- | ---------------- |
| Schulterklappe     |                 |                             |                     |                    |                 |                |                    |                |                        |                        |                        |                  |
| Dienstgrad         | General         | Generalleutnant             | Generalmajor        | Brigadegeneral     | kein Äquivalent | Oberst         | Oberstleutnant     | Major          | Hauptmann              | Leutnant               | Unterleutnant          | kein Äquivalent  |
| Franz. Bezeichnung | Général d'Armée | Général de corps de l'armée | Genéral de Division | Général de brigade | Colonel Major   | Colonel        | Lieutenant colonel | Commandant     | Capitaine              | Lieutenant             | Sous lieutenant        |                  |